# Eurowings
Az Eurowings GmbH (IATA: EW, ICAO: EWG, Hívójel: EUROWINGS) egy düsseldorfi székhelyű német diszkont légitársaság, a Lufthansa-csoport tagja és a Lufthansa leányvállalata. Az 1996-ban alapított légitársaság belföldi és nemzetközi járatokat egyaránt üzemeltet Európában, Afrikában és Ázsiában.
Az Eurowings a 2010-es években jelentős átalakuláson ment keresztül. 2014 októberéig a Lufthansa Regional része volt. Ekkor kezdte meg működését a Germanwings nevében, annak hálózatán belül. 2015 tavasza óta a vállalat rövid és hosszú távú járatokat üzemeltető diszkont légitársasággá alakult át. 2015 októberére a két légitársaság egyesülésének részeként megkezdte a Germanwings útvonalhálózatának beépítését is.

## Történet

### Alapítás és az első évek
Az Eurowings Luftverkehrs AG-t 1993-ban hozták létre a Nürnberger Flugdienst (NFD) és a Reise- und Industrieflug (RFG) egyesülésével Dortmundban (később: „Regionalflug”). Kezdetben Albrecht Knauf birtokolta az Eurowings részvényeinek 98,2 százalékát. Az Eurowings később több német regionális repülőtérről indított járatot Amszterdamba és Párizsba a KLM Royal Dutch Airlinesszal és az Air France-szal kialakított együttműködésének köszönhetően. 1996-ban mintegy 500 000 utast szállított ezeken az útvonalakon.

### A Lufthansa tulajdonossá válása
2001. január 1-jén a Deutsche Lufthansa AG kezdetben 24,9 százalékos részesedést szerzett a légitársaságban, amelyet 2004. április 1-én 49 százalékra növelt. 2005. december 22-én részvényesi megállapodás született a Lufthansa és a többségi tulajdonos Albrecht Knauf között, amely az Eurowings részvényeinek további 1,0001 százalékát a Lufthansának juttatta, mely így többségi tulajdonosként elnyerte az Eurowings felett az operatív irányítás jogát. Az Eurowings regionális járatait Lufthansa járatként üzemeltették, és a legtöbb repülőgép a Lufthansa Regional néven repült, ami gyakorlatilag az Eurowings brand megszűnéséhez vezetett.
2011. augusztus 13-án a Lufthansa 100 százalékos tulajdonosává vált az Eurowingsnek. 2011. november 1-jén a társasági formát korlátolt felelősségű társaságra változtatták. Az átalakulás oka a Lufthansa részesedési struktúrájához való igazítás volt. Az Eurowings AG 100 százalékos tulajdonában lévő leányvállalata a Germanwings diszkont légitársaság lett, amelyet 1997-ben Eurowings Flug GmbH néven alapítottak, és amelyet 2009. január 1-jén felvásárolt a Lufthansa.
2010 januárjában az Eurowings bejelentette, hogy üzleti megfontolás miatt az összes Bombardier CRJ200 és CRJ700-at fokozatosan kivon a repülőgépparkjából. Ez flottája felére csökkentését jelentette. 2010 márciusában az igazgatótanács a Dortmundból Düsseldorfba költözésről határozott. Az Eurowings flotta nagy része ekkor már ott állomásozott. 2011. március 1-jére a düsseldorfi műszaki bázis vette át a repülőgépek szervizelését, míg a nürnbergi műszaki bázisukat felszámolták. Úgy döntöttek továbbá, hogy beszereznek további nyolc Bombardier CRJ900-at.
2013. október 27-én az Eurowings a Germanwings-szel kialakított együttműködés alapján is üzemeltetett járatokat. 2020. április 7-én a Lufthansa anyavállalat bejelentette a Germanwings működésének beszüntetését.

### Wings-koncepció
2014. december 3-án a Lufthansa felügyelőbizottsága jóváhagyta a Wings-koncepciót. A repülőgépeket eredetileg az Austrian Airlines legénysége üzemeltette volna, ezért 2015 augusztusában megalapították a bécsi székhelyű Eurowings Europe GmbH-t. 2016 júniusától három Airbus A320–200-as állomásozott Bécs–Schwechati nemzetközi repülőtéren.
2015 októberében a Germanwings és az Eurowings járatait „Eurowings” márkanév alatt egyesítették. Ezt követően az Eurowings Bombardier flottáját Airbus A320–200 repülőgépekkel egészítették ki. 2015. október 25-én az Eurowings GmbH átvette a járatok teljes üzemeltetését, és azóta is az Eurowings az utasokkal szerződő társaság. A Germanwings az Eurowings brand alatt használja a repülőgépeket és repülőgépek személyzetét is az Eurowings adja az úgynevezett ACMI-szerződések alapján. Két Airbus A330–200-ast béreltek hosszú távra, amelyeket a Sunexpress Deutschland néven lízingelnek 2015 óta. 2015 novemberében az Eurowings első hosszú távú járata egy Airbus A330–200-assal indult a Köln/Bonn–Varadero (Kuba) útvonalon.

### A hosszú távú járatok megindítása
2016 januárjára megszaporodtak az Eurowingsről szóló kritikák a médiában, részben a nagy késések, valamint a hosszú távú járatok megbízhatatlansága miatt. Az Eurowings saját bevallása szerint hosszú távú járatainak hét százaléka késéssel érkezett meg célállomására.
Ezekre reagálva az anyavállalat, a Lufthansa, január közepén egy munkacsoportot állított fel, mely 2016. február elején cselekvési tervet terjesztett elő, amelyben több repülőgép hadrendbe állítása és a kevesebb célállomás repülése mellett döntöttek, hogy a késéseket ezekkel a lépésekkel csökkentésék. Többek közt az az év május 4-ére tervezett Bostonba és Las Vegasba tartó járatok indítását az eredetileg tervezetnél egy hónappal későbbre, június 1-re halasztották, míg az Iránba tervezett járatok megindítását felfüggesztették. Később a bostoni járatot a módosított tervek szerint megindították, de aztán augusztus 28-án törölték.
2016. május közepén szponzori szerződést kötöttek a Borussia Dortmund labdarúgóklubbal. Ez magában foglalta a csapatnak az UEFA-bajnokok ligája mérkőzéseire való felkészülésének támogatását is, amelyet korábban a Turkish Airlines biztosított. A kapcsolatot avval is deklarálták, hogy egy Airbus A320–200 repülőgépen, mint reklámhordozón ráfestéssel megjelenítették a Borussia Dortmundot. E partnerség célja az volt, hogy a légitársaságot Európa-szerte ismertebbé legyen.
2017-ben a hosszú távú járatokból álló flottát négy repülőgépre bővítették. 2017 júliusában az Eurowings új hosszú távú járatot indított Namíbiába. 2017 novemberétől az Eurowings Düsseldorfból elkezdte repülni a Karib-térséget, hogy a csődbe ment, 2017 októberében fizetésképtelenné vált Air Berlin törölt járatainak utasait elszállítsa.
A 2018-as nyári menetrendtől kezdve az Eurowings átvette a Düsseldorf és Miami közötti, valamint a Berlin és New York közötti hosszú távú útvonalakat anyavállalatától, a Lufthansától; Az Air Berlin korábbi hosszú távú útvonalait is integrálták repülési portfóliójukba, úgy mint például a Düsseldorf–New Yorkot vagy a Düsseldorf–Fort Myerst (a járatokat a Brussels Airlines bevonásával üzemeltették). 2018 novemberétől minden hosszú távú járatot átirányítottak a Köln/Bonn reptérről Düsseldorfba. 2019 júniusában bejelentették, hogy az Eurowings felhagy a hosszú távú útvonalakkal, és flottáját az Airbus A320 típusra szabványosítja.

### Együttműködés az Air Berlinnel
2016 végén bejelentették, hogy a Lufthansa 40 Airbus A320-as repülőgépet szándékozik megvásárolni az Air Berlintől. Ezt a vételi szándékot a Német Szövetségi Versenyhivatal 2017. január 30-án elutasította. Jelenleg 35 repülőgépet használ az Eurowings, öt pedig az Austrian Airlineshoz került. Ezeket a repülőgépeket a Lufthansa visszabérelte hat évre, és a 2017-es nyári menetrend óta repülnek az Eurowings útvonalhálózatában. A gazdasági kockázatot az Eurowings vállalta. 2017. február 15-én az Eurowings kivonta a forgalomból az utolsó Bombardier CRJ900-at, és ezzel megpecsételődött, hogy a továbbiakban az Eurowings már nem tekinthető regionális légitársaságnak.
2017. augusztus 15-én az Air Berlin csődöt jelentett. A Lufthansa ezt követően bejelentette, hogy tárgyalásokat folytat az Air Berlin repülőgépeinek megvételéről és üzemeltetéséről.
Ugyanakkor a Brussels Airlines-szal folyó tárgyalásokat a 2020 végéig tervezett egyesülés folyamatáról 2019 júniusában megszakították.

## Úti célok
Az Eurowings 2022 augusztusában számos célállomást szolgált ki Afrikában, Ázsiában és Európában.

### Codeshare egyezmények
Az Eurowings codeshare egyezményt kötött a következő légitársaságokkal:
| - Air Canada - All Nippon Airways - Austrian Airlines - Brussels Airlines - Lufthansa | - Singapore Airlines - Swiss International Air Lines - TUI fly Deutschland - United Airlines |

2017 októberétől az Eurowings feeder („ráhordó”) járatokat kínál a South African Airways járataihoz, mivel ez a légitársaság csak frankfurti, londoni és müncheni célállomásokat szolgál ki Európában.

## Flotta

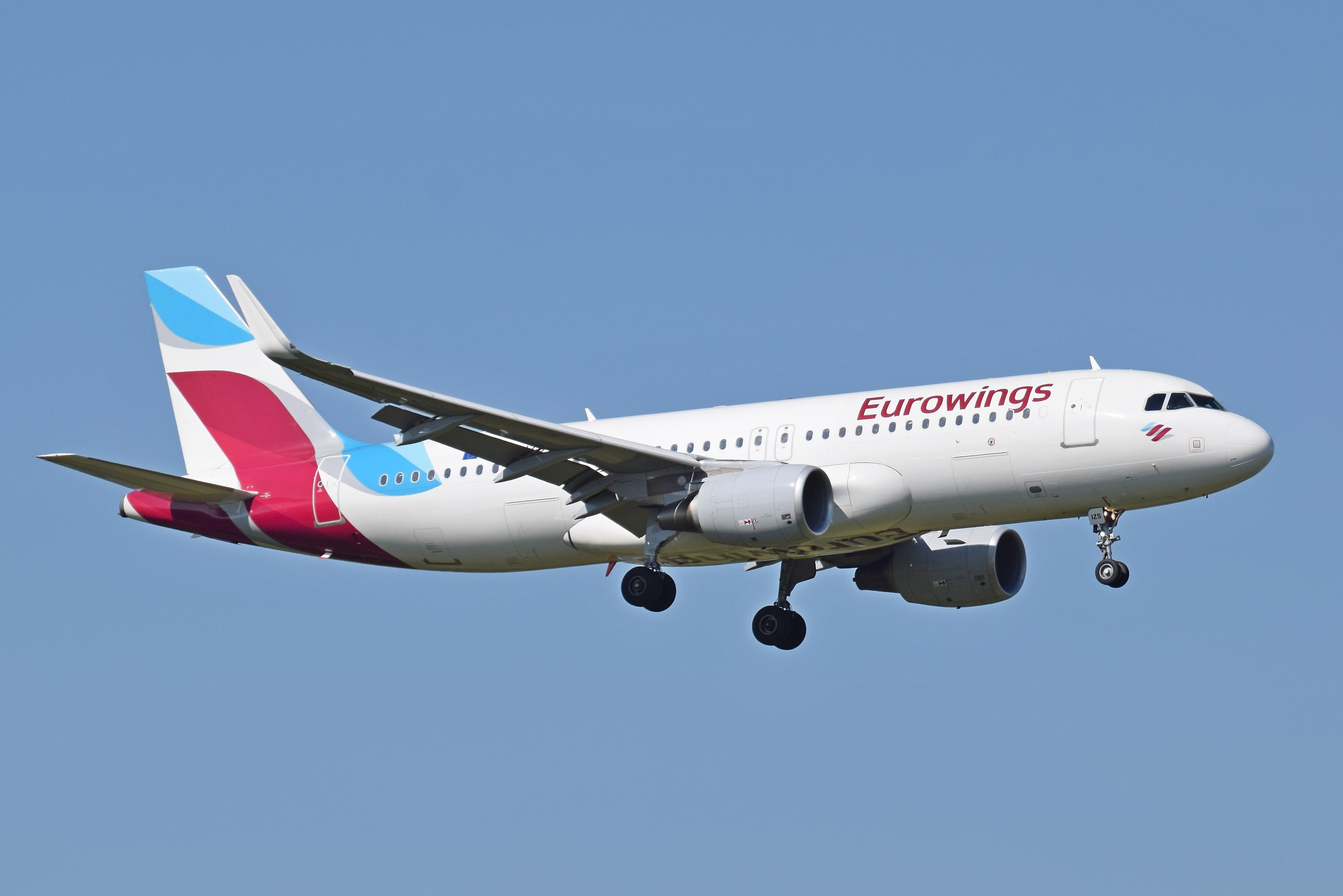
Egy Airbus A320-200-as landolás közben

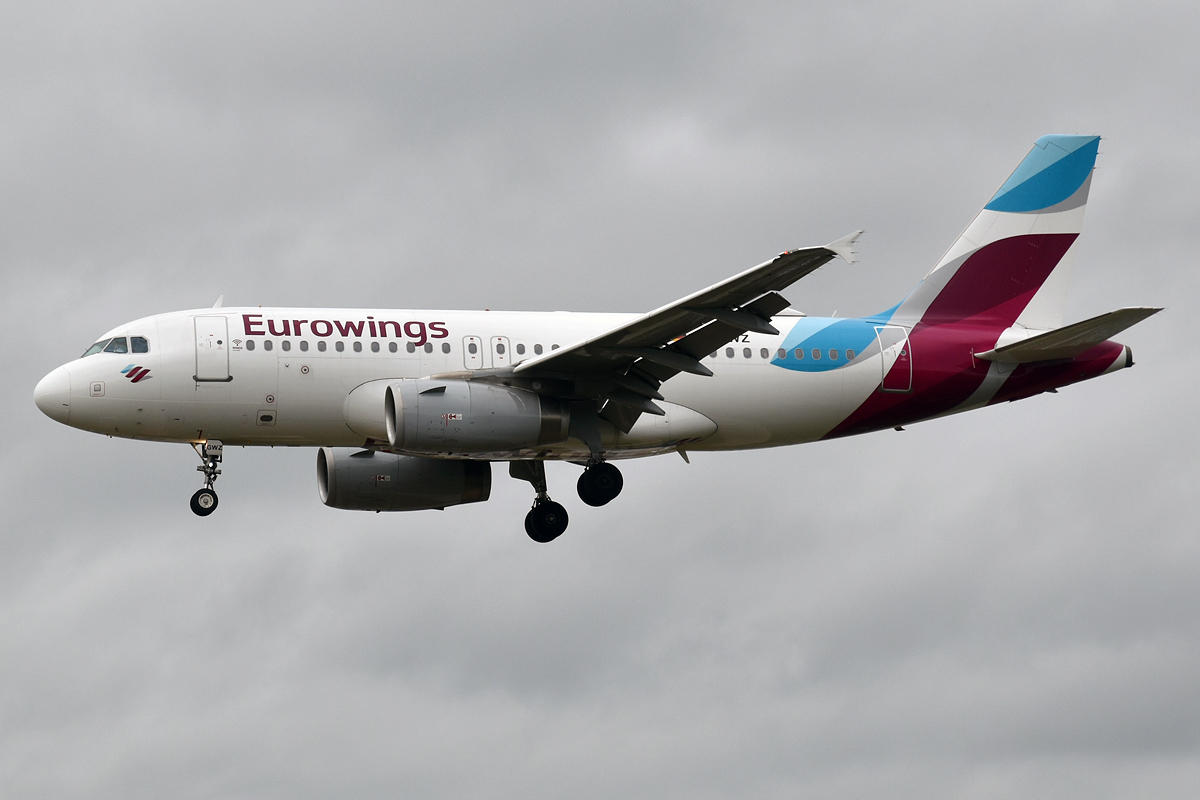
Egy Airbus A319-100-as

### Jelenlegi flottája
A légitársaság flottája 2022 augusztusában a következő repülőgépekből állt:

### Korábbi flottája

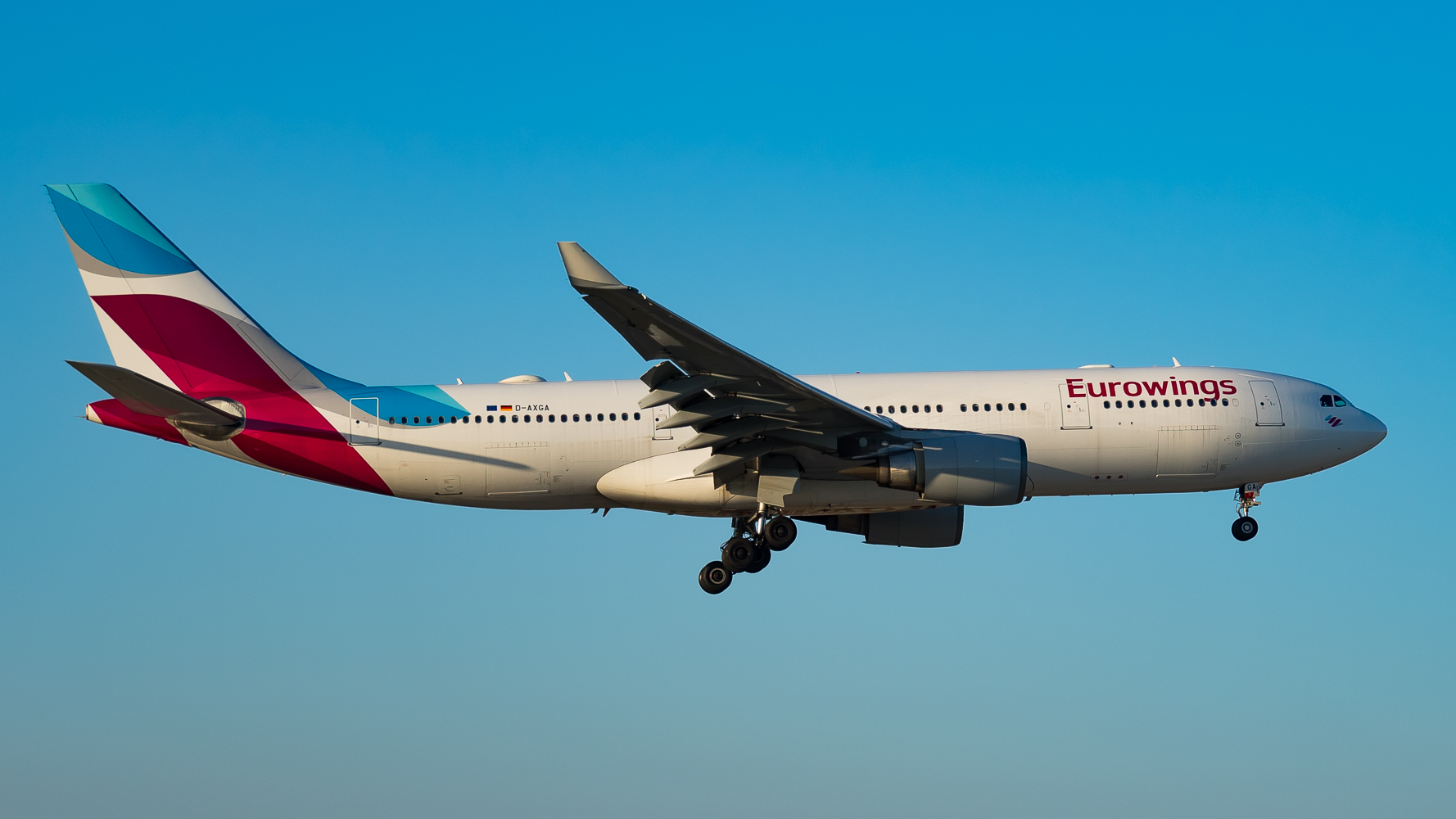
Egy korábbi Airbus A330-200-as, amelyet a SunExpress Deutschland üzemeltetett

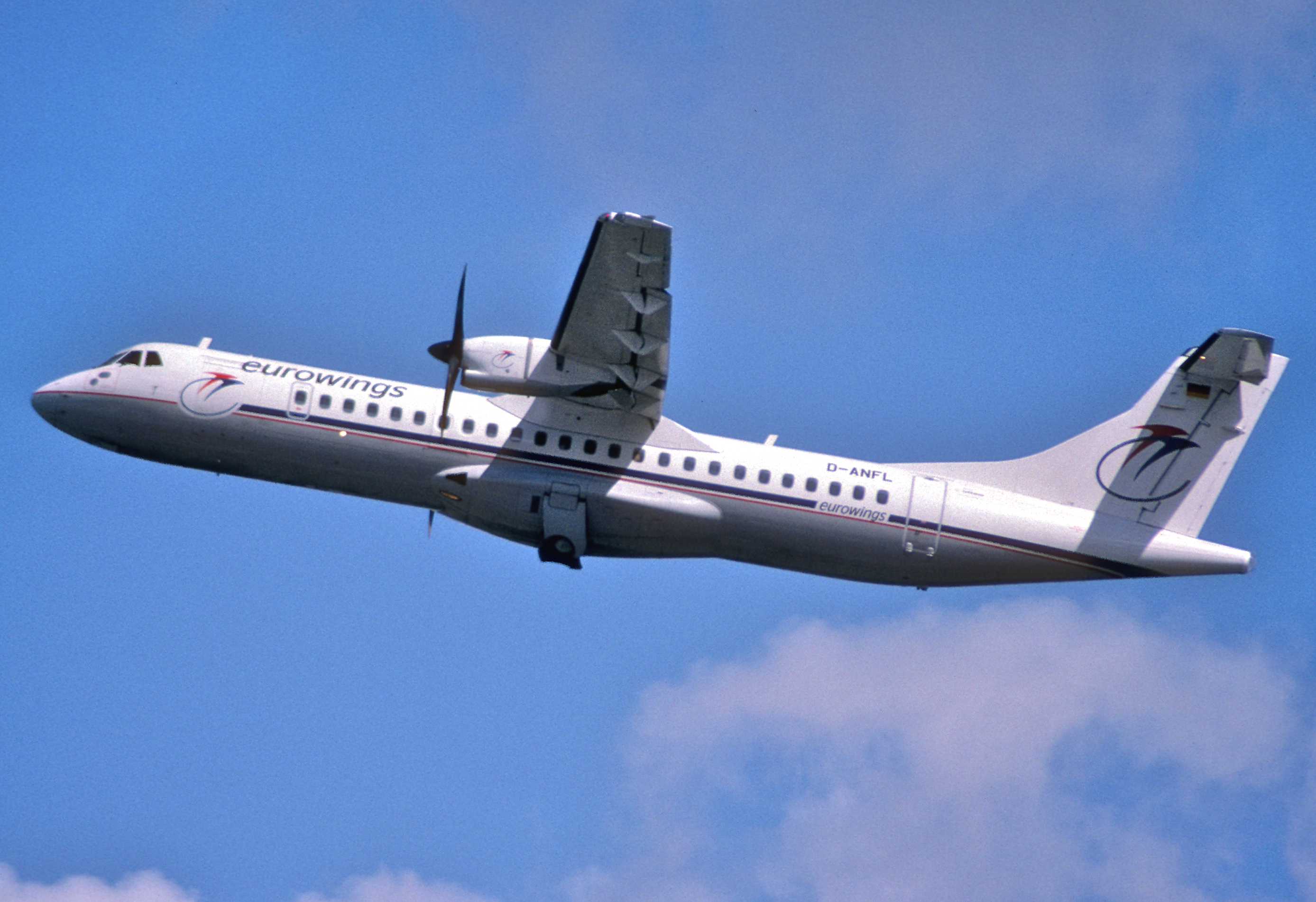
Egy korábbi ATR 72-500-as

Régebben az Eurowings flottája a következő repülőgépekből állt:

## Szponzorálás
Az Eurowings a Bundesliga első osztályában szereplő Borussia Dortmund labdarúgócsapatának, valamint a női röplabda Bundesliga első osztályában szereplő MTV Stuttgart csapatának a szponzora.

## Fordítás
Ez a szócikk részben vagy egészben  az   Eurowings című német Wikipédia-szócikk ezen változatának fordításán alapul.  Az eredeti cikk szerkesztőit annak laptörténete sorolja fel. Ez a jelzés csupán a megfogalmazás eredetét és a szerzői jogokat jelzi, nem szolgál a cikkben szereplő információk forrásmegjelöléseként.